# تپه دره میر آش
تپه دره میر آش مربوط به هزاره ۱-اوایل دوره هخامنشی است و در شهرستان طالقان، روستای میرآش واقع شده و این اثر در تاریخ ۱۲ بهمن ۱۳۸۱ با شمارهٔ ثبت ۷۰۷۹ به‌عنوان یکی از آثار ملی ایران به ثبت رسیده است.